# Спінова мітка

Структура спінової мітки: молекула 4-аміно-4-гідроксикарбоніл-2,2,6,6-тетраметилпіперидин-1-оксил

Спінова мітка — органічна молекула, що має неспарений електрон і здатна зв’язуватися з іншими молекулами, зберігаючи його (тобто зв’язок здійснюється не через той атом, на якому зосереджено спінову щільність).
Неспарений електрон дає можливість спостереження спектрів електронного парамагнітного резонансу (ЕПР), тим самим спінова мітка служить зондом для ЕПР. ЕПР-спектри спінових міток несуть інформацію про локальну динаміку (наприклад, у біологічних мембранах, білках), полярність і pH оточення, а також слугують для вимірювання відстаней (до 8 нм) у великих молекулах.
Найпоширеніші спінові мітки — похідні нітроксильних радикалів.